# Kochanica Francuza (film)
Kochanica Francuza (ang. The French Lieutenant's Woman) – brytyjski melodramat z 1981 roku w reżyserii Karela Reisza, zrealizowany na podstawie powieści pod tym samym tytułem autorstwa Johna Fowlesa. W Polsce film miał premierę podczas Konfrontacji Filmowych w 1981 roku.

## Produkcja
Zdjęcia do filmu kręcono na obszarze kilku angielskich hrabstw. Do lokalizacji wykorzystanych przez filmowców należały:
- Lyme Regis (hrabstwo Dorset);
- Kingswear (Devon);
- dworzec kolejowy w Windsorze (Berkshire);
- Londyn (m.in. ulica Shad Thames w Bermondsey, dzielnica Holland Park, Hotel Savoy)[1].

## Opis fabuły
Anglia, rok 1867. Do Lyme Regis przybywa Charles Smithson, który stara się o rękę Ernestiny Freeman, córki bogatego kupca. Podczas spaceru z narzeczoną zauważa na falochronie tajemniczą kobietę. Bojąc się o jej życie, próbuje pomóc, ale ona ją odrzuca. Jest to Sarah Woodruff, zwana "Kochanicą Francuza", ponieważ została opuszczona przez francuskiego oficera marynarki i bezskutecznie czeka na jego powrót. Z powodu tego romansu Sarah została napiętnowana przez mieszkańców. Charles zakochuje się w niej. Traci reputację. Po krótkim romansie, choć Sarah wyjawia mu swoje sekrety, ostatecznie jednak odtrąca Charlesa. Rok 1980. Trwa realizacja film na podstawie "Kochanicy Francuza". Anna i Mike − aktorzy grający główne role − przeżywają podobne relacje co ich bohaterowie.

## Główne role
- Meryl Streep − Sarah Woodruff/Anna
- Jeremy Irons − Charles Henry Smithson/Mike
- Hilton McRae − Sam
- Emily Morgan − Mary
- Charlotte Mitchell − pani Tranter
- Lynsey Baxter − Ernestina Freeman
- Peter Vaughan − pan Freeman
- Colin Jeavons − Wikary
- Liz Smith − pani Fairley
- Patience Collier − pani Poulteney

i inni

## Nagrody i nominacje
Oscary za rok 1981
- Najlepszy scenariusz adaptowany - Harold Pinter (nominacja)
- Najlepsza scenografia i dekoracje wnętrz - Assheton Gorton, Ann Mollo (nominacja)
- Najlepsze kostiumy - Tom Rand (nominacja)
- Najlepszy montaż - John Bloom (nominacja)
- Najlepsza aktorka − Meryl Streep

Złote Globy 1981
- Najlepsza aktorka dramatyczna − Meryl Streep
- Najlepszy dramat (nominacja)
- Najlepszy scenariusz - Harold Pinter (nominacja)

Nagrody BAFTA 1981
- Najlepsza muzyka - Carl Davis
- Najlepszy dźwięk - Don Sharpe, Ivan Sharrock, Bill Rowe
- Najlepsza aktorka - Meryl Streep
- Najlepszy film (nominacja)
- Najlepsza reżyseria - Karel Reisz (nominacja)
- Najlepszy scenariusz - Harold Pinter (nominacja)
- Najlepsze zdjęcia - Freddie Francis (nominacja)
- Najlepsza scenografia i dekoracje wnętrz - Assheton Gorton (nominacja)
- Najlepsze kostiumy - Tom Rand (nominacja)
- Najlepszy montaż - John Bloom (nominacja)
- Najlepszy aktor - Jeremy Irons (nominacja)